# GLUT1
حامل شمارهٔ ۱ گلوکز (انگلیسی: Glucose transporter 1) که با نامِ «خانوادهٔ حمل‌کننده‌های محلول ۲، عضو شمارهٔ ۱ حامل‌های تسهیل‌شدهٔ گلوکز» (SLC2A1) هم شناخته می‌شود، یک پروتئین است که در انسان توسط ژن «SLC2A1» کُدگذاری می‌شود. که بر روی کروموزوم ۱ واقع شده است. این پروتئین، انتشار «حاملِ گلوکز» را، از خلالِ غشاء سلولِ پستانداران تسهیل می‌کند.

## اهمیت بالینی
جهش در ژن‌های سازندهٔ GLUT1 موجب بروز بیماری دی ویوو می‌گردد که یک نقص نادر ژنتیکی با چیرگی اتوزمال غالب است. مشخصهٔ این بیماری میزانِ کم گلوکز در مایع مغزی-نخاعی (نوعی کمبود قند برای مغز) است که ناشی از اختلال در عبور گلوکز از سد خونی مغزی است.

### سندرم ۱ کمبود GLUT1
چندین گونه از جهش در ژن SLC2A1 سبب بروز یک بیماری موسوم به «سندرم ۱ کمبود GLUT1» می‌گردد که نوعی اختلال عصبی است که علائم گوناگونی دارد و ممکن است اتوزومال غالب یا اتوزومال مغلوب باشد. کلاسیک‌ترین نمود شدید بالینی، لرزش‌های تشنج‌مانند، تأخیر در تکامل و رشد، میکروسفالی، هماهنگی حرکتی و سفتی و گرفتگی عضلات است. تشنج‌ها به‌صورت حملات کوتاه‌مدت توقف تنفس، خیره‌شدن به یک نقطه و حرکات گاه‌به‌گاه و ریز چشمی است که در ۴ ماه اول زندگی رخ می‌دهد. علائم ناگهانی دیگر شامل آتاکسی، کنفوزیون، لتارژی، اختلال خواب و سردرد است. درجاتی از عقب‌افتادگی ذهنی هم دیده می‌شود که از اختلال یادگیری و کم‌توانی ذهنی را شامل می‌شود.

### سندرم ۲ کمبود GLUT1
برخی دیگر از جهش‌ها در ژن SLC2A1 (مثلاً جایگیری سه جفت باز یا حذف ۱۲ جفت باز در اگزون ۶) سبب بروز یک بیماری موسوم به «سندرم ۲ کمبود GLUT1» می‌گردد که نوعی اختلال عصبی است که مشخصهٔ اصلی‌اش دیسکینزی ناشی از فعالیت است. این دیسکنزی شامل اختلالات حرکتی غیرارادی گذرا همچون دیستونی و کُره‌آتتوز ناشی از فعالیت در همان اندامی است که تحرک دارد. برخی بیماران ممکن است صرع داشته باشند که شایعترین فرم آن «صرع ابسنس کودکی» است. گاهی عقب ماندگی ذهنی خفیفی هم وجود دارد. در برخی از مبتلایان، اختلالات حرکتی غیرارادی گذرا همچون دیستونی و کُره‌آتتوز ناشی از فعالیت با «کم‌خونی همولیتیک ماکروسیتیک» همراه است. نحوهٔ توارث این سندرم از نوع اتوزومال غالب است.

### صرع گستردهٔ ۱۲ با علت نامشخص
برخی جهش‌های این ژن سبب بروز نوعی صرع موشوم به «صرع گستردهٔ ۱۲ با علت نامشخص» (EIG12) می‌شود که ویژگی‌اش بروز صرع فراگیر و راجعه علیرغم فقدان ضایعه مشخص مغزی یا اختلال متابولیک است. تشنج‌ها از هر دو نیمکرهٔ مغز و به‌طور همزمان آغاز می‌شود و ممکن است به‌صورت «صرع میوکلونیک نوجوانی»، «صرع اَبسنس» یا «صرع گستردهٔ تونیک-کلونیک» باشد. برخی از مبتلایان این صرع، تشنج‌‌هایشان با بالا رفتن صرع بهبود می‌یابد. نحوهٔ توارث این اختلال از نوع اتوزومال غالب است.

### دیستونی ۹
جهش ARG212CYS در این ژن باعث بروز «دیستونی ۹» می‌گردد که نوعی بیماری عصبی با اتوزومال غالب است و مشخصه‌اش بروز زودهنگام حرکات غیرارادی شبه داءالرقص (کُره‌آتتوز) و پاراپلژی اسپاستیک پیش‌رونده از دوران کودکی می‌گردد. بیشتر مبتلایان درجاتی از اختلالات ذهنی-هوشی هم دارند. برخی بیماران هم دچار تشنج، میگرن و آتاکسی می‌شوند.

### کرایوهیدروسیتوز با کمبود استوماتین
بروز جهش‌های خاصی در این ژن سبب بروز نوعی بیماری نادر خونی با عنوان «کرایوهیدروسیتوز با کمبود استوماتین به‌همراه نقص عصبی» (SDCHCN) می‌گردد که ویژگی‌اش، کم‌خونی همولیتیک، نشت غیرطبیعی کاتیون‌ها از گلبول‌های قرمز، هایپرکالمی، زردی نوزادان، بزرگی طحال و کبد، آب‌مروارید، انواع تشنج، عقب‌ماندگی ذهنی و اختلالات حرکتی است. نحوهٔ توارث این بیماری نادر، از نوعِ اتوزومال غالب است.

### گیرندهٔ HTLV
همچنین ویروس تی-لنفوتروپیک انسانی از مولکول GLUT1 به‌عنوان یک گیرنده برای ورودش به سلول میزبان استفاده می‌کند.

### نشانگر بافتی-شیمیایی همانژیوم
ثابت شده که این گیرندهٔ پروتئینی، یک نشانگر زیستی مهم برای «همانژیوم نوزادی» است.

## بیشتر بخوانید
- North PE, Waner M, Mizeracki A, Mihm MC (January 2000). "GLUT1: a newly discovered immunohistochemical marker for juvenile hemangiomas". Human Pathology. 31 (1): 11–22. doi:10.1016/S0046-8177(00)80192-6. PMID 10665907.
- Hruz PW, Mueckler MM (2001). "Structural analysis of the GLUT1 facilitative glucose transporter (review)". Molecular Membrane Biology. 18 (3): 183–93. doi:10.1080/09687680110072140. PMID 11681785.
- Baumann MU, Deborde S, Illsley NP (October 2002). "Placental glucose transfer and fetal growth". Endocrine. 19 (1): 13–22. doi:10.1385/ENDO:19:1:13. PMID 12583599.
- Mobasheri A, Richardson S, Mobasheri R, Shakibaei M, Hoyland JA (October 2005). "Hypoxia inducible factor-1 and facilitative glucose transporters GLUT1 and GLUT3: putative molecular components of the oxygen and glucose sensing apparatus in articular chondrocytes". Histology and Histopathology. 20 (4): 1327–38. doi:10.14670/HH-20.1327. PMID 16136514.